# Psychotria ternata
Psychotria ternata är en måreväxtart som beskrevs av Cornelis Eliza Bertus Bremekamp. Psychotria ternata ingår i släktet Psychotria och familjen måreväxter. Inga underarter finns listade i Catalogue of Life.